# Paul Cohen
Paul Joseph Cohen (2 de abril de 1934-23 de marzo de 2007) fue un matemático estadounidense, que aportó un nuevo punto de vista sobre la hipótesis del continuo apoyándose en la teoría de conjuntos.

## Biografía

### Primeros años
Paul Joseph Cohen nació el 2 de abril de 1934, en Long Branch (Nueva Jersey). Sus padres eran inmigrantes judíos venidos de Polonia, que se ganaban la vida duramente. Su madre era costurera y su padre traía dinero a casa como podía, arreglando muebles, haciendo recados, y trabajando en todo lo que se le presentaba. Paul era el más pequeño de los cuatro hermanos, y se crio en Brooklyn (Nueva York). Fue educado por su madre, cuando a sus nueve años, los padres se separaron. Desde su niñez le entusiasmaron las matemáticas, así que empezó a estudiar matemáticas avanzadas a una temprana edad. De hecho, su hermana tenía que solicitar los libros de la biblioteca, porque los bibliotecarios se negaban a dárselos asegurando que incluso algunos profesores de matemáticas no entendían esos cálculos.
En su adolescencia era conocido como un prodigio matemático, y todo el mundo quedaba impresionado por su habilidad al participar en concursos de matemáticas. Asistió al “Stuyvesant High School”, en Nueva York, graduándose en el 1950 a la temprana edad de 16 años. Fue estudiante del “Brooklyn College” desde 1950 hasta 1953, pero sin conseguir su grado ya que le habían aceptado en la Universidad de Chicago después de haber ido a discutir sobre sus opciones de entrar. Así que se sacó el máster en Chicago, asistiendo a cursos para encajar su investigación de la teoría de los números y así orientarse. Su conocimiento sobre la teoría de los números antes de que llegase a Chicago trataba de unos libros clásicos que había leído por su cuenta en el colegio. Empezó a trabajar en este campo siendo supervisado por André Weil. Consiguió el máster en 1954, pero empezó a estar más interesado en el hecho de que ciertos resultados en la teoría eran más indecibles que la teoría en sí. Aun así, este es un hecho que le marcó durante toda su carrera. En la facultad tenía como costumbre preguntarle a sus compañeros cuáles eran los problemas más difíciles de resolver en su campo, ya que esos eran los problemas que quería resolver.
Continuó estudiando en Chicago para su doctorado bajo la supervisión de Antoni Zygmund. Obtuvo el doctorado en 1958 por su tesis doctoral titulada Topics in the Theory of Uniqueness of Trigonometric Series. En sus años de estudiante hizo varias amistades importantes como John Thompson, quien le transmitió su interés por la lógica. Los dos trataron bastante ese tema con otros amigos, e incluso Cohen se quedó una temporada en la casa de Tennenbaum.
En 1957, antes de la concesión de su doctorado, Cohen fue nombrado instructor en la Universidad de Rochester por un año. En 1958 estuvo en el Instituto Tecnológico de Massachusetts, y de 1959 a 1961 trabajó en el Instituto de Estudios Avanzados de la Universidad de Princeton. En 1961 pasó a la Universidad de Stanford, siendo promovido a profesor titular allí en 1964. En 1966 le concedieron la medalla Fields en el congreso internacional de matemáticos en Moscú por su trabajo fundamental sobre los fundamentos de la teoría determinista. Estos fueron los años en los que hizo un significativo número de avances matemáticos.

### Trabajos profesionales
En “Factorization in group algebras” (1959), demostró que cualquier función integrable en un grupo localmente compacto es la convolución de dos de estas funciones, resolviendo un problema propuesto por Walter Rudin. En “On a conjecture of Littlewood and idempotent measures” (1960), hizo un gran descubrimiento resolviendo la conjetura de Littlewood. Anteriormente, ya le había escrito a Harold Davenport sobre el resultado. 
En 1961, fue aceptado en la Universidad de Stanford como profesor ayudante de matemáticas. Fue ascendido a profesor asociado al año siguiente y, también, en 1962, fue galardonado con una beca de investigación Alfred P. Sloan. En agosto de 1962, participó en el “Congreso Internacional de Matemáticos”, en Estocolmo. Fue invitado a hablar sobre “Medidas idempotentes y homomorfismos de álgebras de grupo”. En un crucero de Estocolmo a Leningrado, conoció a Christina Karls, originaria de Malung (Suecia). Se casaron el 10 de octubre de 1963 y tuvieron tres hijos, los gemelos Eric y Steven y Charles.
Fue ascendido a profesor a tiempo completo en la Universidad de Stanford, en el año 1964, resolviendo, al mismo tiempo uno de los problemas más desafiantes en las matemáticas. Para ello usó una técnica llamada “forcing”, para probar la independencia en el conjunto de teorías de elección de axioma y la hipótesis del continuo generalizada. Cohen, explicó que la idea del “forcing” le vino leyendo un libro de Kurt Gödel, en concreto “La consistencia de la hipótesis del continuo”, un libro basado en notas tomadas en un curso dado en el “Instituto de Estudios Avanzados” en 1938-1939. El “problema de la hipótesis del continuo”, fue el primero de los 23 famosos problemas de David Hilbert expuesto en el “Segundo Congreso Internacional de Matemáticos” en París, en 1900.
Empezó a trabajar en la independencia de la “hipótesis del continuo” a partir del año 1962. En 1966, publicó la monografía “Set theory and the continuum hypothesis”, basado en un curso que recibió en Harvard en la primavera de 1965. En el mismo año, fue galardonado con la “Medalla Fields” por el fundamental trabajo desarrollado en sus teorías. Lo recibió del Presidente Lyndon B. Johnson, en la Casa Blanca el 13 de febrero de 1968. Además, fue elegido por la “National Academy of Sciences” y por “the American Academy of Arts and Sciences”, y como miembro honorario de la “London Mathematical Society”.
Para completar su conjunto de teorías trabajó en “Ecuaciones diferenciales y análisis armónico”. Paul Joseph Cohen fue nombrado “Marjorie Mhoon Fair Professor in Quantitative Science” en Standford, en 1972, siendo el primero en desempeñar este puesto. Se retiró formalmente en 2004, pero continuó dando clases en Stanford hasta una fecha cercana a su fallecimiento. Murió por una extraña enfermedad pulmonar, en el “Stanford Hospital”, en Palo Alto. 
Aparte de las matemáticas, Cohen también tuvo un gran interés en el baile. Tocó en piano y el violín y cantó en el coro de Stanford.

## Su trabajo
Cohen fue reconocido por inventar una técnica matemática llamada forcing y usarla para demostrar en 1963 que ni la hipótesis del continuo (HC) ni el axioma de elección (AC) pueden probarse a partir de los axiomas estándar en teoría de conjuntos, los axiomas de Zermelo-Fraenkel (ZF). Unido al trabajo previo de Gödel el resultado obtenido por Cohen demostraba que ambas afirmaciones eran independientes de ZF. Es decir, estos dos axiomas HC y AC no pueden ser ni probados ni refutados a partir de los axiomas ZF. En este sentido HC se dice indecidible y es probablemente el ejemplo más famoso de una afirmación natural independiente de los axiomas convencionales de la teoría de conjuntos. El problema de la hipótesis del continuo era el primer problema de los 23 famosos problemas de Hilbert presentados en el segundo congreso internacional de matemáticos en París en 1900. En su famosa presentación Hilbert desafió a matemáticos a solucionar estos problemas fundamentales, y Cohen tiene la distinción de solucionar el problema 1. 
Este trabajo sobre la HC le valió a Cohen la Medalla Fields en 1966 y la National Medal of Science en 1967. Igualmente fue premiado con el Premio Bôcher en 1964 por su artículo titulado "On a conjecture of Littlewood and idempotent measures". Además de su trabajo sobre teoría determinada, Cohen ha trabajado en ecuaciones diferenciales y análisis armónico.
Entró a formar parte del claustro de la Universidad de Stanford en 1961, donde consiguió plaza de profesor en 1964, dirigiendo allí el trabajo de Peter Sarnak, entre otros.

### Sobre la hipótesis del continuo
Mientras estudiaba este problema, se dice que Cohen dijo que 

tenía la sensación de que la gente pensaba que el problema como intratable porque no había ninguna manera nueva de construir modelos de la teoría de conjuntos [...] pensaban que tenías que estar ligeramente chalado incluso para ponerte a pensar en el problema

En su libro donde resume el resultado de su trabajo sobre la hipótesis del continuo, Cohen llegaría a decir:

"Un punto de vista que el autor [Cohen] cree que finalmente puede llegar a ser aceptado es que la hipótesis del continuo es obviamente falsa. La razón principal por la que se acepta el axioma del infinito es probablemente que sentimos que es absurdo pensar que el proceso de agregar solo un conjunto a la vez puede agotar todo el universo. De manera similar con los axiomas superiores del infinito. Ahora {\displaystyle \aleph _{1}} es la cardinalidad del conjunto de ordinales contables y esto es simplemente un caso especial y la forma más simple de generar un cardinal superior. El conjunto {\displaystyle C} [el continuo] es, en contraste, generado por un principio totalmente nuevo y más poderoso, a saber, el axioma del conjunto de potencia. No es razonable esperar que cualquier descripción de un cardinal más grande que intente construir ese cardinal a partir de ideas derivadas del axioma de reemplazo pueda llegar alguna vez a {\displaystyle C}. Por lo tanto {\displaystyle C} es mayor que {\displaystyle \aleph _{n},\aleph _{\ }omega,\aleph _{a}}, donde {\displaystyle a=\aleph _{\omega }}, etc. Este punto de vista considera {\displaystyle C} como un conjunto increíblemente rico que nos proporciona un axioma nuevo y audaz, que nunca puede ser abordado por ningún proceso de construcción fragmentado. Quizás las generaciones posteriores vean el problema con más claridad y se expresen con mayor elocuencia."

Tras este trabajo, el forzado de estructuras (forcing) resultó ser un "resultado duradero y potente" del trabajo de Cohen sobre la hipótesis, y usado por "incontables matemáticos" para construir modelos matemáticos y poner a prueba ciertas hipótesis sobre ellos.